# Laura Carmichael

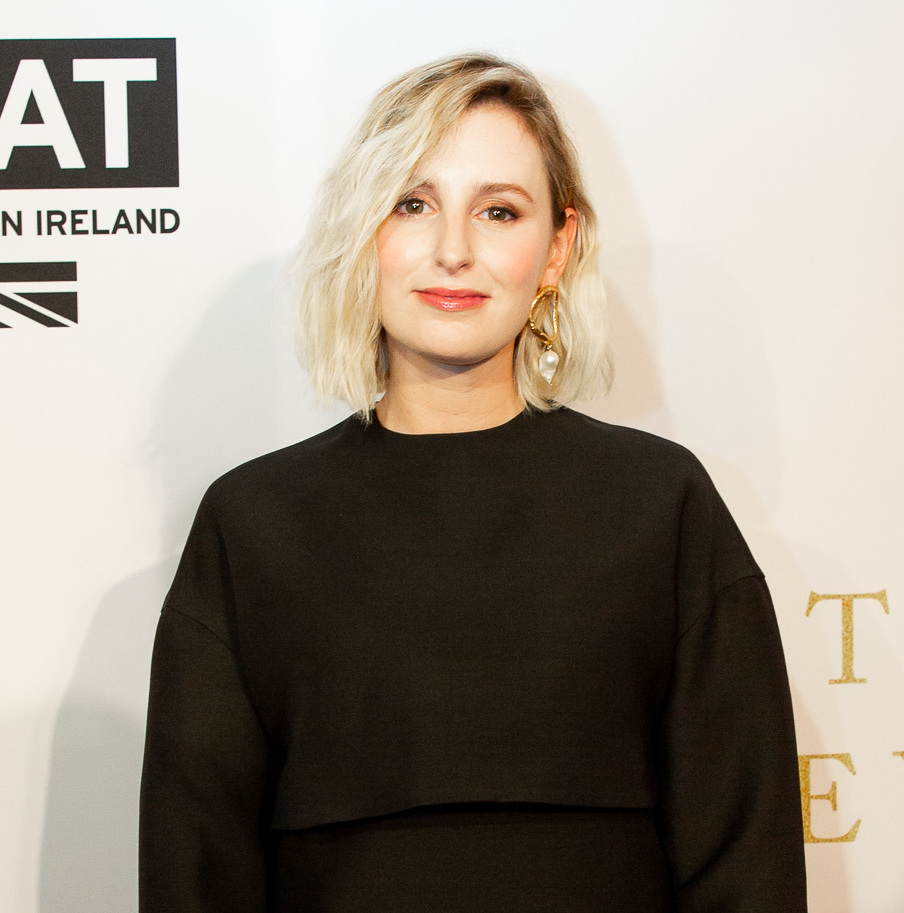
Laura Carmichael

Laura Elizabeth Carmichael (* 1986 in Southampton, Hampshire) ist eine britische Schauspielerin.

## Leben
Laura Carmichael wurde 1986 als Tochter eines Software-Beraters und einer Radiologin in Southampton geboren. Sie hat eine jüngere und eine ältere Schwester. Sie besuchte das Peter Symonds College und studierte bis zum Jahr 2007 Schauspielerei an der Old Vic Theatre School in Bristol.
Bekannt wurde Carmichael ab dem Jahr 2010 durch ihre Rolle als Lady Edith in der Fernsehserie Downton Abbey. Die gleiche Rolle spielte sie in den Kinofilmen Downton Abbey (2019) und Downton Abbey II: Eine neue Ära (2022). Daneben übernahm sie Rollen im Spionagefilm Dame, König, As, Spion (2011) und dem Filmdrama A United Kingdom (2016).
2012 gab sie ihr Theaterdebüt am Vaudeville Theatre im Londoner West End in einer Inszenierung von Anton Tschechows Onkel Wanja.
Seit 2016 ist sie mit dem Schauspieler Michael C. Fox liiert, mit dem sie den im März 2021 geborenen Sohn Luca hat; das Paar lebt in London.

## Filmografie
- 2010–2015: Downton Abbey (Fernsehserie, 52 Episoden)
- 2011: Dame, König, As, Spion (Tinker Tailor Soldier Spy)
- 2014: Madame Bovary
- 2015: Burn Burn Burn
- 2016: Marcella (Fernsehserie, 4 Episoden)
- 2016: A United Kingdom
- 2017: Man in an Orange Shirt (Fernsehfilm)
- 2019: Downton Abbey
- 2019–2020: The Spanish Princess (Fernsehserie, 16 Episoden)
- 2020–2022: The Secrets She Keeps (Fernsehserie, 12 Episoden)
- 2022: Downton Abbey II: Eine neue Ära (Downton Abbey: A New Era)